# Dietrich Kerler

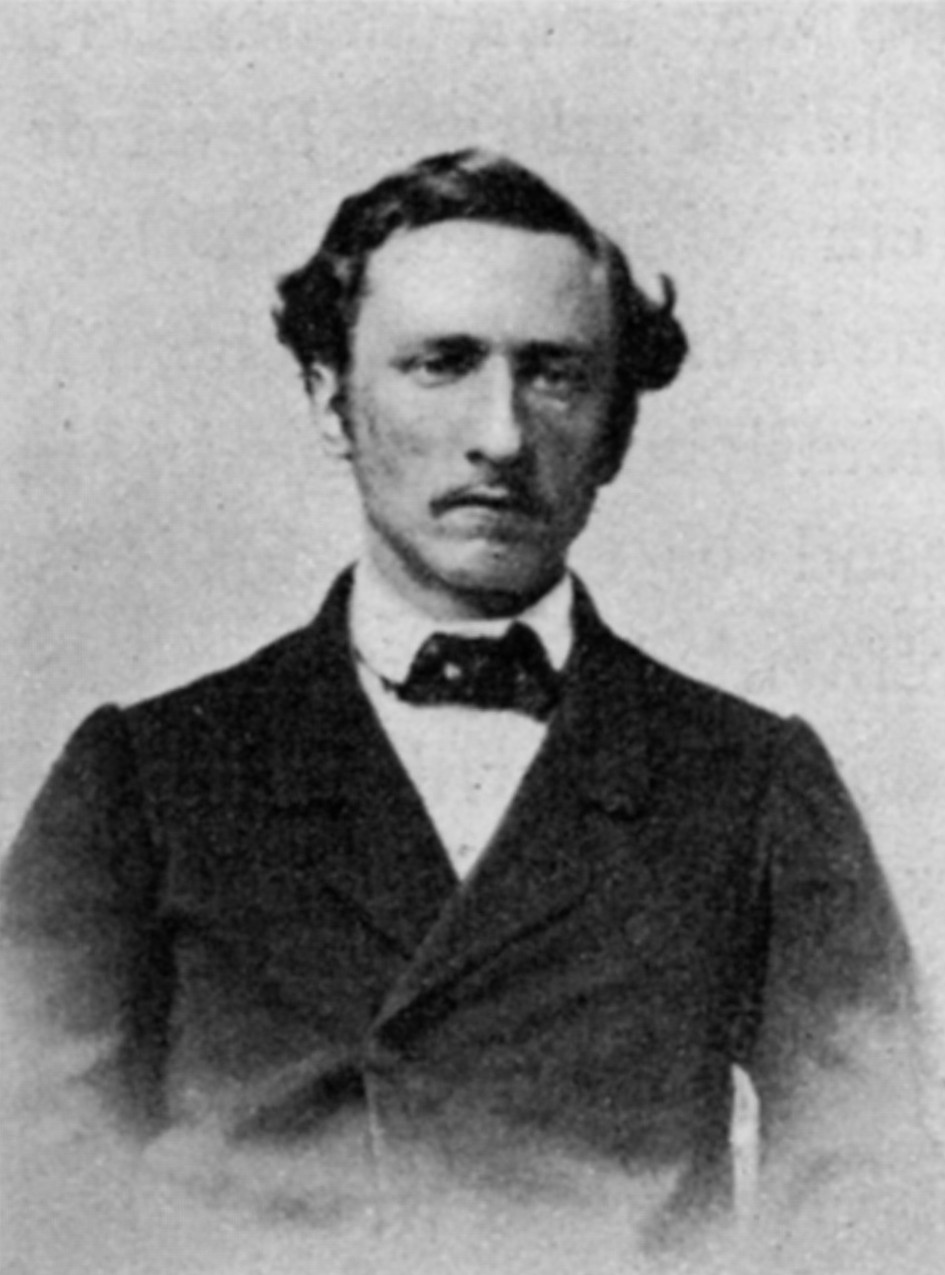
Dietrich Kerler

Dietrich Kerler (* 21. August 1837 in Urach; † 3. März 1907) war ein deutscher Historiker und Bibliothekar.

## Leben
Kerler war der Sohn eines evangelischen Pfarrers. Nach dem Abitur studierte er evangelische Theologie an der Universität Tübingen und war anschließend für kurze Zeit Seelsorger, bevor er 1860 promoviert wurde. Danach studierte er Geschichte an den Universitäten Göttingen und München bei Georg Waitz und Heinrich von Sybel. Ab 1861 arbeitete er als Hilfsarbeiter bei der Historischen Kommission der Königlichen bayerischen Akademie der Wissenschaften, wo er insbesondere bei der Herausgabe der Deutschen Reichstagsakten und der Herausgabe der deutschen Städtechroniken mitarbeitete. Kerler selbst gab die Deutschen Reichstagsakten unter Kaiser Sigmund (erschienen 1878–1887). heraus. Ab 1863 arbeitete er als Sekretär an der Universitätsbibliothek Erlangen, ohne zuvor die bibliothekarische Ausbildung absolviert zu haben. 1866 wurde Kerler zum ersten Bibliothekar befördert, 1878 ging er dann als Oberbibliothekar – die damalige Bezeichnung für den Bibliotheksdirektor – an die Universitätsbibliothek Würzburg. Im Alleingang erneuerte er hier den alphabetischen Katalog, auf dessen Kürzung er besonders bedacht war.
Daneben publizierte Kerler zahlreiche Beiträge zu historischen Themen. 1883 wurde er zum außerordentlichen Mitglied der Historischen Kommission bei der Königlichen Akademie der Wissenschaften in München ernannt, er war daneben Ehrenmitglied der Royal Society of Literature in London und korrespondierendes Mitglied des Vereins für Kunst und Altertum in Ulm und Oberschwaben sowie Wahlmitglied der Gesellschaft für fränkische Geschichte.

## Ehrungen
- Orden vom Heiligen Michael

## Veröffentlichungen
- Wie dachte Luther über die Arbeit? Ein Vortrag In: Zeitschrift für die gesamte lutherische Theologie. Bd. 26 (1865), S. 62–68 (Digitalisat).
- Nekrologium des Klosters Heilsbronn. In: Jahresbericht des historischen Vereins für Mittelfranken. Bd. 33 (1865), S. 125–129 (Digitalisat).
- Märkte in der Umgegend von Heilsbronn zu Anfang des 16. Jahrhunderts. In: Jahresbericht des historischen Vereins von Mittelfranken. Bd. 35 (1867), S. 155–158 (Digitalisat).
- Nachträgliches zu Sigmund Meisterlin. In: Forschungen zur Deutschen Geschichte. Bd. 12 (1872), S. 659–666 (Digitalisat).
- Antheil der Truppen des Ulmer Städtebundes an dem Feldzuge gegen die Hussiten im Herbst 1426. In: Verhandlungen des Vereins für Kunst und Alterthum in Ulm, N.R., Bd. 5 (1873).
- Hrsg.: Deutsche Reichstagsakten. Deutsche Reichstagsakten unter Kaiser Sigmund. Abt. 1–3, Oldenbourg, München 1878–1887.
- Zur Verfassungsgeschichte der Stadt Weissenburg im Nordgau. In: Archivalische Zeitschrift, Bd. 6 (1881), S. 195–205.
- Zur Lebensgeschichte Karl Friedrich Eichhorns. In: Zeitschrift der Savigny-Stiftung für Rechtsgeschichte. Germanistische Abteilung, Bd. 3 (1882), S. 177–196 (Digitalisat).
- Italienische Archive. In: Historische Zeitschrift. Bd. 49 (1883), S. 261–269.
- Aus der Praxis I. In: Centralblatt für Bibliothekswesen. Bd. 1 (1884), S. 476–479 (Digitalisat).
- Katalog des Klosters Heilsbronn aus dem 13. Jahrhundert. In: Serapeum. Bd. 26 (1885), S. 199–202 (Digitalisat).
- Die Pergament-Handschriften der K. Universitäts-Bibliothek Würzburg: in alphabetischer Reihenfolge verzeichnet. Thein, Würzburg 1886.
- Urkundliches zur Geschichte des Prämonstratenserinnenklosters Schäftersheim 1155–1437. In: Württemberg-Franken. N. F. 5 (1886).
- Geschichte der Besteuerung der Juden durch Kaiser Sigmund und König Albrecht II. In: Zeitschrift für die Geschichte der Juden in Deutschland, Bd. 3 (1889), S. 1–13 (Digitalisat).
- Aus der Praxis II. In: Centralblatt für Bibliothekswesen. Bd. 6 (1889), S. 76–96 (Digitalisat).
- Hrsg.: Aus dem siebenjährigen Krieg: Tagebuch des preußischen Musketiers Dominicus ; nebst ungedruckten Kriegs- und Soldatenliedern. Beck, München 1891.
- Markgraf Karl Alexander von Brandenburg-Ansbach und sein Hof im Jahr 1758. In: Forschungen zur brandenburgischen und Preußischen Geschichte. Bd. 7 (1894).
- Zum Gedächtniß des Fürstbischofs Franz Ludwig v. Erthal. Mittheilungen aus Oberthürs handschriftlichem Nachlaß und anderen zeitgenössischen Quellen. In: Archiv des historischen Vereins von Unterfranken, Bd. 37 (1895), S. 1–78 (Digitalisat).
- Päpstliche Urkunden für das St. Stephans-Kloster zu Würzburg aus den Jahren 1228–1452. In: Archiv des historischen Vereins von Unterfranken, Bd. 37 (1895), S. 79–92.
- Hrsg.: Die Statuten der philosophischen Fakultär der Universität Würzburg in ihrer frühesten Fassung. Stahel, Würzburg 1898.
- Die Berufung des Geschichtsschreibers M. J. Schmidt an das kaiserliche Haus- und Staatsarchiv in Wien. In: Archiv des historischen Vereins von Unterfranken, Bd. 40 (1898).
- Unter Fürstbischof Julius. Kalendereinträge des Tuchscherers Jakob Röder In: Archiv des historischen Vereins von Unterfranken, Bd. 41 (1899).
- Nachträgliches über den Würzburger Weihbischof Johannes Pettendorfer. In: Beiträge zur bayerischen Kirchengeschichte. Bd. 6 (1899/1900).
- Hrsg.: Robert Mohl: Lebens-Erinnerungen. 2 Bde., Deutsche Verlagsanstalt Stuttgart 1902.
- Hrsg.: Heinrich von Treitschke und Robert von Mohl 1859–1865. In: Preußische Jahrbücher 112. 1903
- Hrsg.: Robert von Mohl: Kissingen vor 60 Jahren : Badebriefe eines deutschen Professors. F. Weinberger, Kissingen 1904.
- Aus der Zeit der Aufklärung. In: Jahrbuch für die evangelisch-lutherische Landeskirche Bayerns. Bd. 5 (1905).